# Johannes Fabry

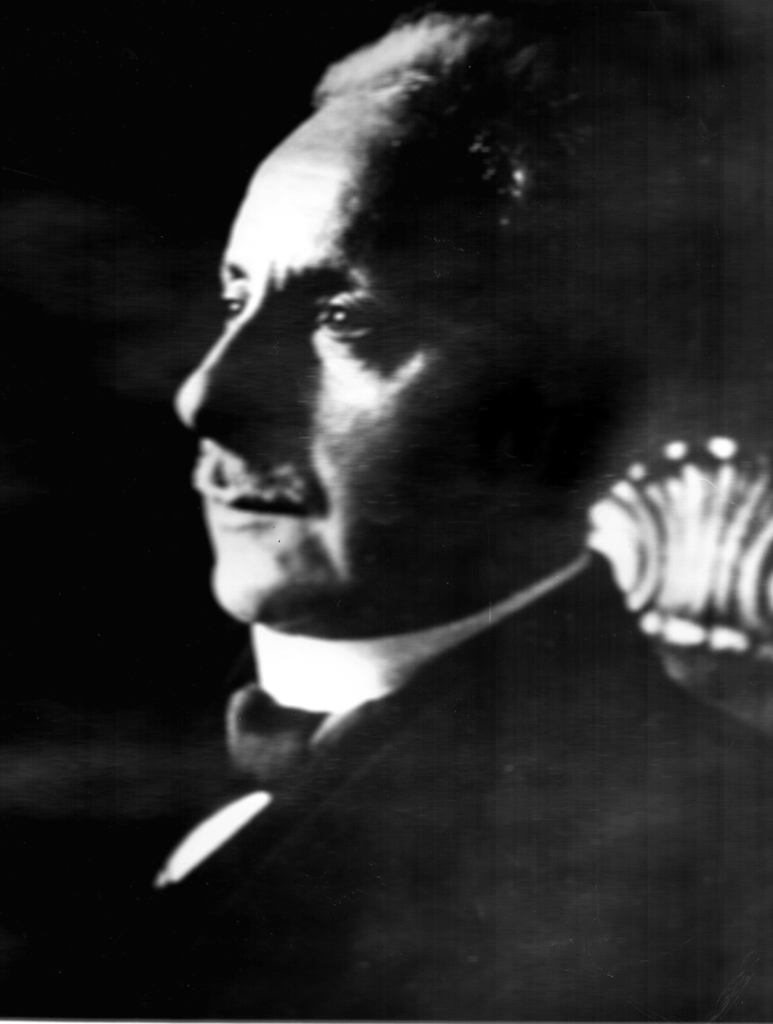
Johannes Fabry (um 1925)

Johannes Fabry (Johann Hubert Fabry; * 1. Juni 1860 in Jülich; † 29. Juni 1930 in Dortmund) war ein deutscher Arzt; sein Fachgebiet war die Dermatologie.

## Leben
Johannes Fabry entstammte einer Kaufmannsfamilie aus Jülich. Der Vater betrieb dort ein kleines Geschäft. Johannes Fabry hatte neun Geschwister. Er war der älteste Bruder von Hermann Hubert Fabry und Onkel von Hermann Josef Hubert Carl Fabry.
Sein Medizinstudium absolvierte er in Bern und Berlin. Während des Studiums verlor er bei einem Sportunfall ein Bein und konzentrierte sich fortan auf die Dermatologie. Er wurde in Bonn an der Klinik für Haut- und Geschlechtskrankheiten unter Joseph Doutrelepont, später in Zürich bei Hugo Ribbert ausgebildet. 1885 wurde Fabry Ueber musculären Schiefhals in Bonn promoviert. 1889 ließ er sich in Dortmund nieder und gründete 1900 die Hautklinik im Louisen-Hospital (heute Dortmunder Stadtkrankenhaus) und war bis 1927 ihr medizinischer Leiter. Am 31. Juli 1919 wurde Fabry zum Professor ernannt. Er begründete den führenden Rang der Hautklinik.
Fabry beschäftigte sich fast mit allen Gebieten der Dermatologie. Die Erbkrankheit Morbus Fabry, die er 1898 zeitgleich mit William Anderson als erster beschrieb, ist nach ihm benannt. Er entwickelt auch den nach ihm benannten Fabry-Spiritus zur Behandlung von Akne.